# Estádio do Maracanã
Estádio do Maracanã, oficiálně Estádio Jornalista Mário Filho, je víceúčelový otevřený stadion v brazilském městě Rio de Janeiro, patří mezi největší na světě. Byl postaven pro Mistrovství světa ve fotbale 1950, finálové utkání mezi domácí Brazílií a Uruguayí sledovalo 199 584 diváků, což je světový rekord. Po několik modernizacích byla v roce 2007 jeho oficiální kapacita nastavena na 82 238 diváků, což jej činí největším stadionem v Jižní Americe. Od srpna 2010 byl uzavřen a postupně kompletně modernizován pro potřeby Mistrovství světa ve fotbale 2014, oficiální otevření se uskutečnilo v roce 2013.
Roku 2016 hostil úvodní i závěrečný ceremoniál a část fotbalové soutěže na XXXI. letních olympijských hrách. V prvním půlroce po znovuotevření se na něm uskutečnily v průměru tři zápasy týdně a do útrob stadionu přišlo celkem 1,5 milionu fanoušků.